# Westfalenhallen
Die Westfalenhallen Dortmund sind ein Messe-, Kongress- und Veranstaltungszentrum am Rheinlanddamm in der nordrhein-westfälischen Stadt Dortmund. Unter der Führung der Muttergesellschaft Westfalenhallen Unternehmensgruppe GmbH arbeiten insgesamt drei Tochterunternehmen: Messe Dortmund GmbH, Kongress Dortmund GmbH und Westfalenhalle GmbH. Alleinige Gesellschafterin der Westfalenhallen Unternehmensgruppe GmbH ist die Stadt Dortmund. Der Jahresumsatz der Gesellschaft liegt bei 40 bis 50 Millionen Euro.
Die Westfalenhallen umfassen insgesamt neun Messehallen mit einer Gesamtfläche von rund 63.000 Quadratmetern und eine Eingangshalle. Die bekannteste ist die denkmalgeschützte Westfalenhalle (ohne Nummer). Sie gehört zu den traditionsreichsten Veranstaltungsarenen Deutschlands. Zum Areal gehören außerdem die Messe Dortmund, das Kongresszentrum Dortmund und das Mercure-Hotel Messe & Kongress Westfalenhallen.
Die Westfalenhallen verzeichnen rund 1,7 Millionen Besucher jährlich. 2009 konnte der 100-millionste Besucher seit 1952 begrüßt werden.

## Geschichte

### Die Westfalenhalle
Die Westfalenhalle ist als Baudenkmal in die Denkmalliste der Stadt Dortmund eingetragen.

#### 1925 bis 1943: Bau und erste Veranstaltungen

Westfalenhalle, 1927

Die erste Westfalenhalle wurde in der Zeit von April bis November 1925 in nur sieben Monaten auf Anregung des damaligen Stadtbaurates Hans Strobel als Holzkonstruktion für 15.000 Besucher in Dortmund erbaut und war zeitweise die größte Halle Europas. Sie wurde am 28. November 1925 offiziell eröffnet.
Die Halle umfasste mehrere Festsäle, eine Reitbahn sowie Stallungen für 400 Pferde. Sie war Schauplatz von Messen und Bühnenfestspielen, Leichtathletikwettkämpfen, Reit- und Eissportturnieren und politischen Veranstaltungen.
1927 ging die Westfalenhalle in die Geschichte des Boxsports ein, als Max Schmeling den Belgier Fernand Delarge besiegte und Europameister wurde.
Zwischen 1926 und 2008 fanden in der Westfalenhalle insgesamt 67 Sechstagerennen statt. 1935 wurde dafür vom Münsteraner Architekten Clemens Schürmann eine 200 Meter lange Radrennbahn eingebaut.
Auf dem Parteitag des Gau Westfalen 1930 sprach General Karl Litzmann in der Westfalenhalle. Es war die erste Parteiveranstaltung der NSDAP an diesem Ort. Im Jahre 1932 besuchte Adolf Hitler am 10. März und 30. Oktober im Rahmen seines Wahlkampfes die Westfalenhalle. Nach der Machtergreifung der Nationalsozialisten wurde die Halle häufig zu Propagandazwecken genutzt. Nach dem Kriegsbeginn mit dem Überfall auf Polen beschlagnahmte die Wehrmacht die Westfalenhalle. Die Wehrmacht errichtete dann in der Halle und später, als der Platz in der Halle nicht mehr ausreichte, in umliegenden Holzbaracken das Kriegsgefangenen-Mannschafts-Stammlager, kurz Stammlager VI D. In diesem Kriegsgefangenenlager waren bis 10.000 Kriegsgefangene gleichzeitig, vornehmlich Polen, Russen und Franzosen, untergebracht. Insgesamt durchliefen das Stalag VI D, 77.000 Gefangene, die in der Dortmunder Schwerindustrie als Arbeitskräfte eingesetzt wurden.

#### 1944 bis 1953: Zerstörung und Neubau

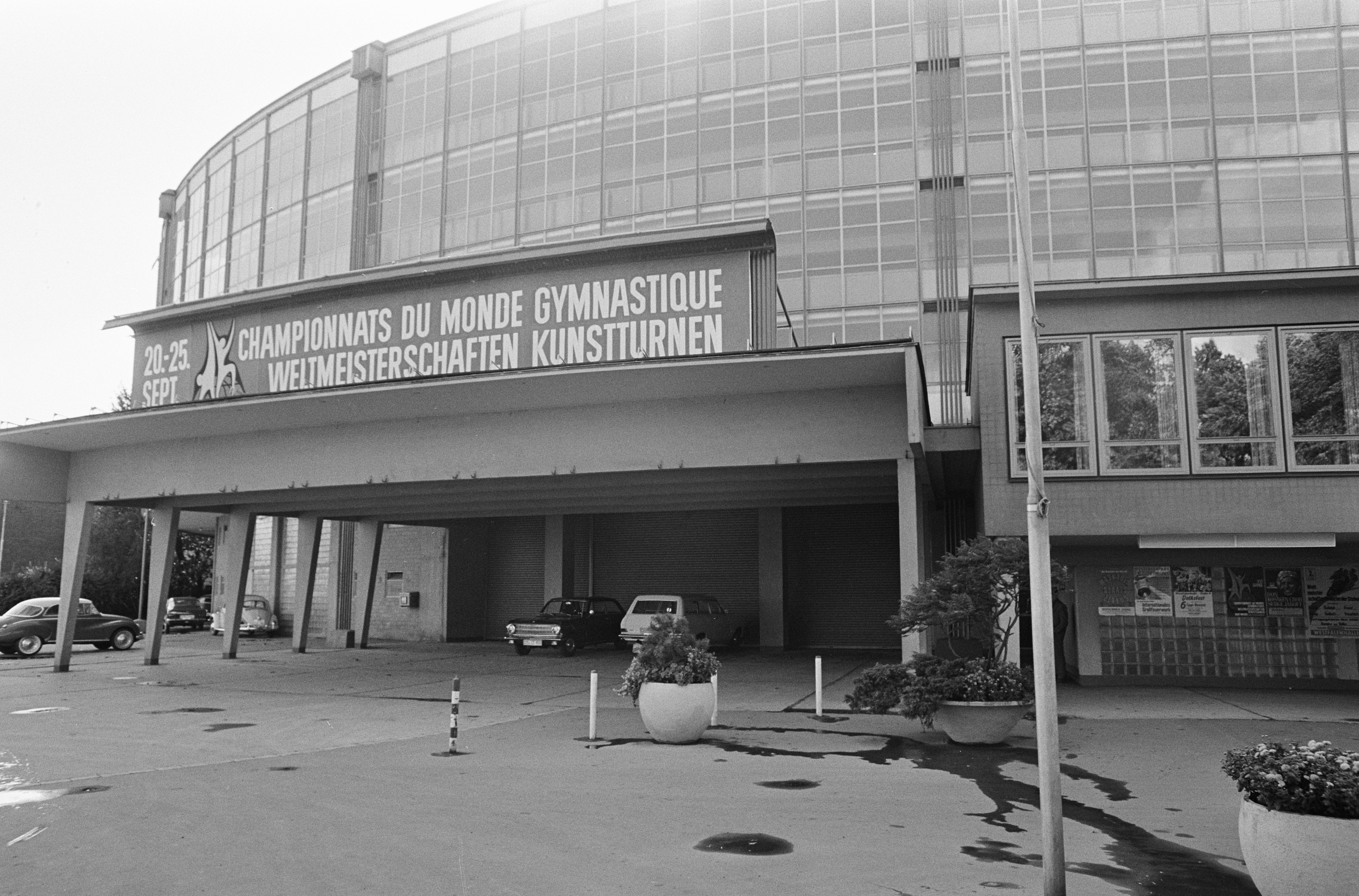
Turn-Weltmeisterschaften 1966

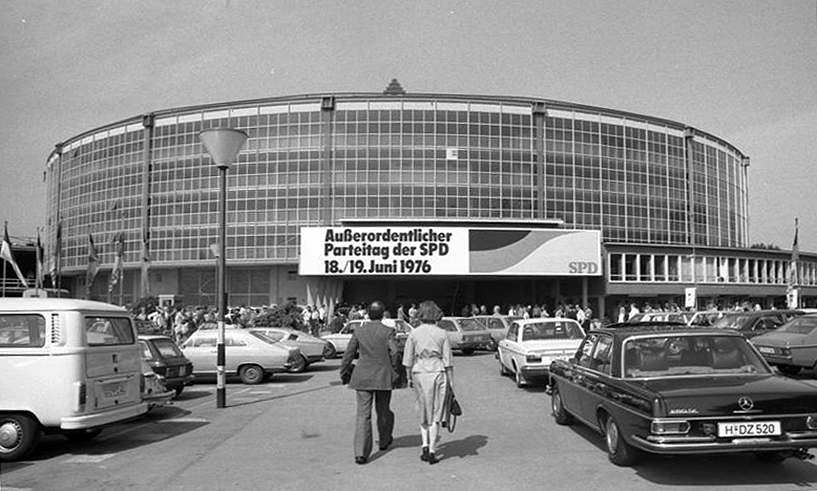
SPD-Parteitag in der Westfalenhalle 1976

Am 23. Mai 1944 wurde die Westfalenhalle durch einen Bombenangriff zerstört. Dabei starben tausende Kriegsgefangene, die den Angriffen schutzlos ausgeliefert waren.
Unmittelbar nach dem Krieg beschloss der Rat der Stadt Dortmund 1945, die Westfalenhalle neu zu erbauen.
Am 2. Februar 1952 eröffnete Bundespräsident Theodor Heuss die neue 118 m lange, 98 m breite und 29 m hohe Halle. Die von den Architekten Walter Höltje, damals 28-jährig, und Horst Retzki als Betonkonstruktion geplante Halle besitzt eine freitragende Dachkonstruktion – so konnte auf störende Stützpfeiler im Innenraum verzichtet werden. Die Radrennbahn wurde durch Schürmann durch eine neue Bahn ersetzt.

##### Rezeption
„Die Kundgebung heute Abend hier in der Westfalenhalle, die Eröffnungskundgebung hat begonnen. Dort unten liegt glitzernd die Eisfläche. Heute Nacht wird diese Eisfläche verschwunden sein, damit morgen dort die Handballer und die Leichtathleten in Aktion treten können. Und immer wieder ist es faszinierend, die Schönheit und die Eleganz dieses Baus zu betrachten. Es ist ein Zusammenklang von Beton und Stahl.“

„Eine Repräsentation der Leistungsfähigkeit der Dortmunder industriellen und gewerblichen Wirtschaft: Gegossen in Stahlbeton, rund 20.000 Kubikmeter, und gekrönt mit einer kühn konstruierten, 1.500 Tonnen schweren Stahlkuppel.“

„Diese Glaswand gibt dem Bau draußen eine sehr leichte und zarte Haltung trotz der ungeheuren Massen. Und der menschliche Maßstab, der an sich wichtig ist, gerade bei diesen unmenschlichen Maßen, der ist durch eine feine Teilung dieser Glaswand erreicht worden.“

„Es kommt darin ein Grundgefühl zum Ausdruck, das in der Gemeinschaft, im Sich-begegnen mit den Anderen Werte findet und zu Werten sich bekennt, die über das Materielle hinausgehen. Also: die Million, die Million, die Million – wie verzinst sich denn das? In Gesundheit und Lebensfreude!“

#### 1968 bis 2002: Das U auf dem Dach, Pink Floyd und die Kelly Family

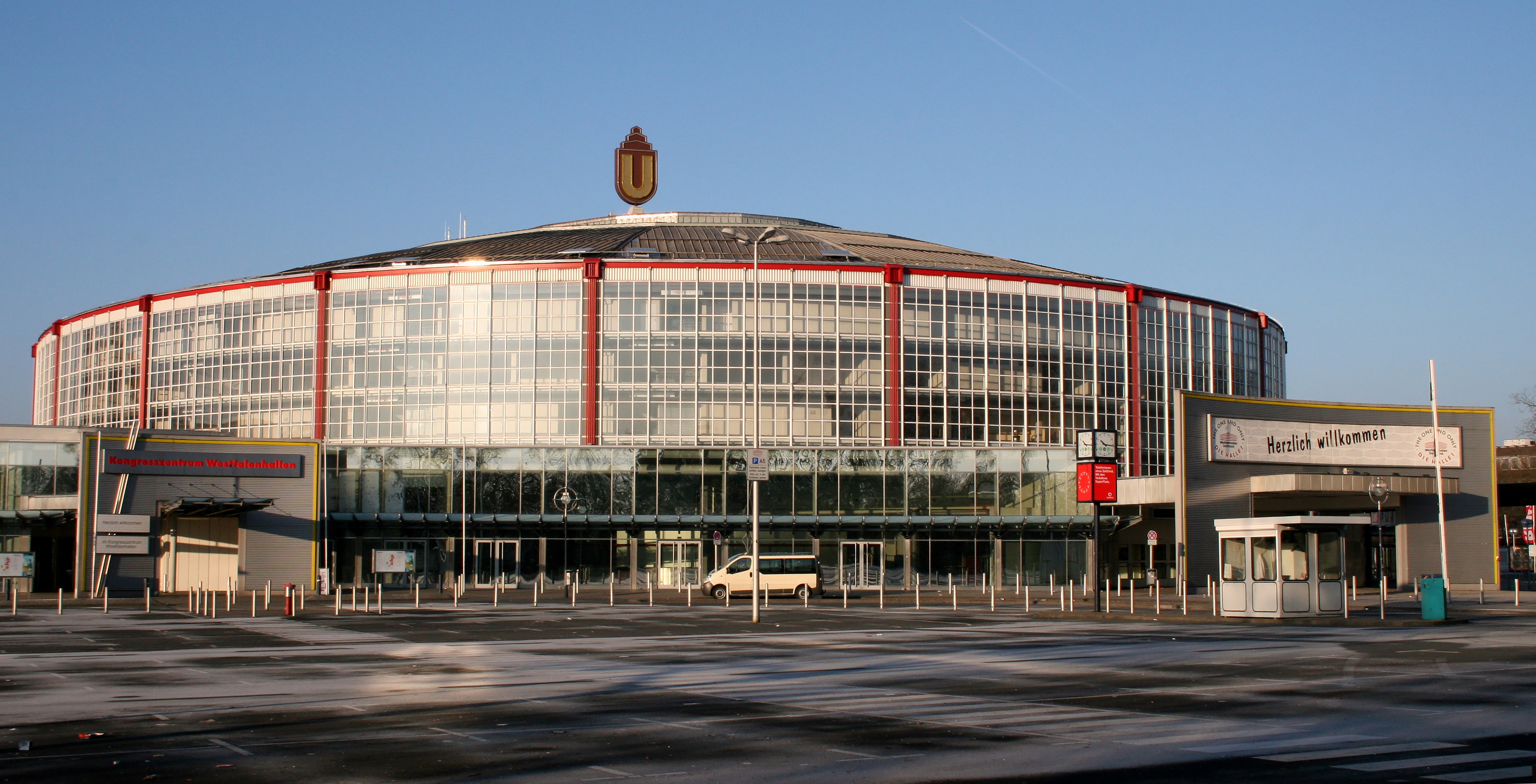
Westfalenhalle 2008 mit dem U auf dem Dach

Auf dem Dach dreht sich seit 1968 ein großes beleuchtetes „U“, welches das Symbol der Dortmunder Union-Brauerei ist.
1981 war die Westfalenhalle, neben Los Angeles Memorial Sports Arena, Earls Court (London) und Nassau Coliseum (New York), einer von weltweit nur vier Veranstaltungsorten der The Wall Tour von Pink Floyd.
Zu dem Konzert der Scorpions am 12. Dezember 1988 kamen 23.500 Zuschauer.
Am 15. Mai 1994 spielte die Kelly Family ein Konzert, welches den Durchbruch der Familienband darstellt. Die Band, die vorher vorwiegend Straßenmusik in ganz Europa machte, füllte die Westfalenhalle ohne Veranstalter und spielte an diesem Tag in einer ausverkauften Halle.

#### 2003 bis 2012: Umbau der Westfalenhalle
2003 wurde die Radrennbahn in der Westfalenhalle renoviert.
Das 2006 veröffentlichte Bild Mayday V des deutschen Fotografen Andreas Gursky zeigt die Glasfassade der Westfalenhalle während der jährlichen Techno-Veranstaltung Mayday. Mittels Fotomontage erzeugt Gursky die Illusion eines 18-stöckigen Turmes.
Im Jahr 2011 und 2012 wurde der Innenraum der Westfalenhalle umgebaut. Dabei wurde im Jahr 2011 die Radrennbahn ausgebaut, da es durch den Wegfall des Sechstagerennens im Jahr 2008 für diese keinen Bedarf mehr gab. Durch die daraus resultierenden Platzgewinne erhöhte sich die Kapazität auf bis zu 15.380 Zuschauer.
Im selben Jahr kam auf die eine Seite der Dachwerbung ein C hinzu, das Logo des Werbepartners „Die Continentale“.

#### Sonstiges
In der Westfalenhalle wurde viele Jahre lang die Auszeichnung Goldene Westfalenhalle vergeben. Preisträger sind u. a. James Last, Udo Jürgens, Freddy Quinn und Otto Waalkes.
Es fanden in der Halle bereits mehr als 30 Weltmeisterschaften und über 50 Europameisterschaften statt. Die Konzertstatistik umfasst weit mehr als 1.000 Künstlernamen. Für einige Stars, wie Chris de Burgh und Marius Müller-Westernhagen, war ein Konzert in der Großen Westfalenhalle gar der Durchbruch auf dem Weg zum Superstar.
Von einer Vielzahl namhafter Interpreten wurden Konzertmitschnitte von ihren Auftritten in der großen Westfalenhalle als CD oder DVD veröffentlicht, unter ihnen Weltstars wie Bob Marley, Iron Maiden, Joe Cocker und Prince.
Die frühere Westfalenhalle 1 heißt seit dem 1. April 2019 nur noch Westfalenhalle, um die Bedeutung der Halle in den Vordergrund zu stellen.

### Entwicklung des Messegeländes und der sonstigen Hallen
Die Messe Dortmund und das Kongresszentrum umfassen insgesamt neun Messehallen, inklusive der Westfalenhalle.

Die genannten Nummern der Hallen entsprechen der Bezeichnung zum Zeitpunkt der Eröffnung.

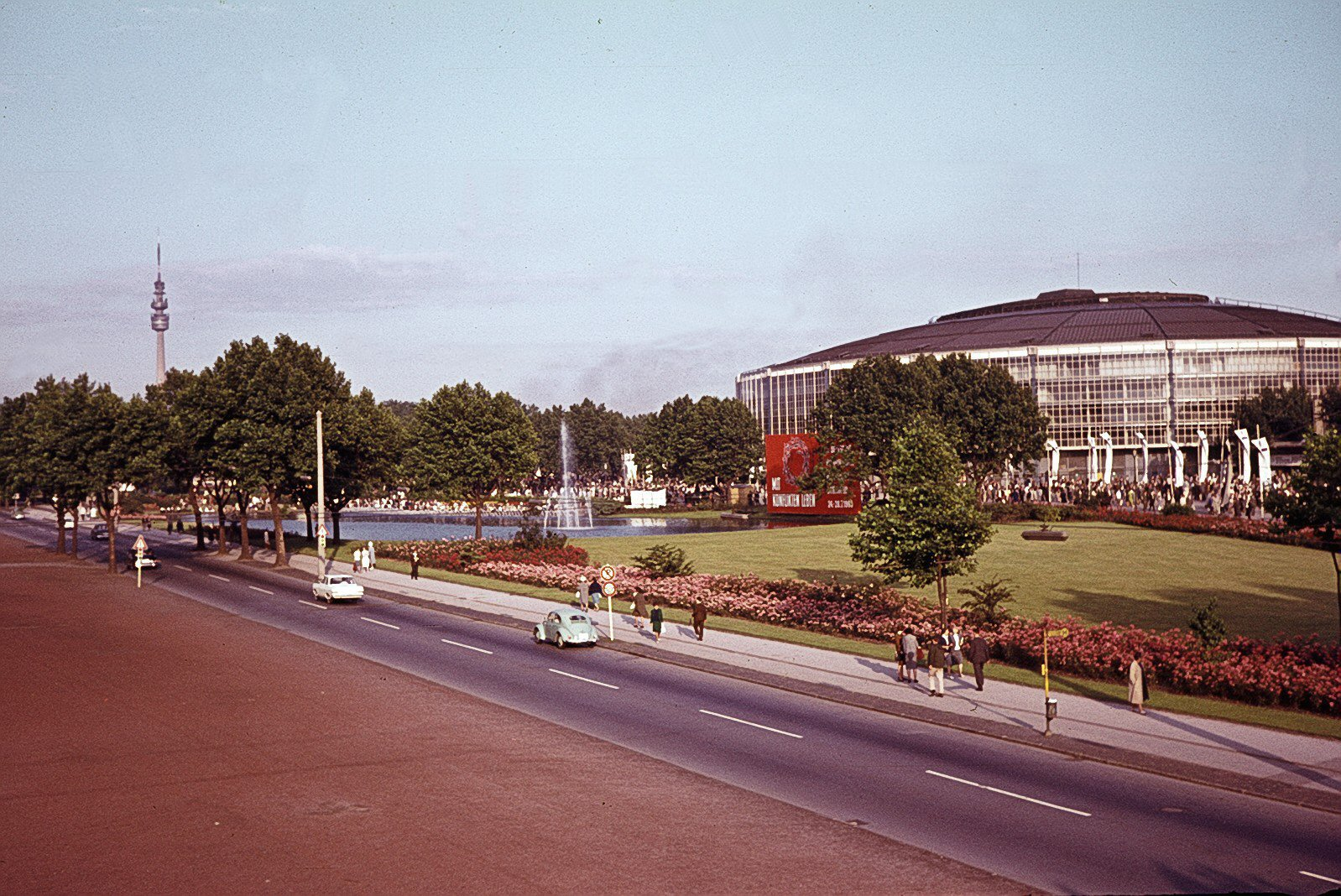
Die Westfalenhalle im Juli 1963

#### 1926 bis 1953: Kongresszentrum und Goldsaal
Die Rosenterrassen wurden 1926 eröffnet. Ein Jahr später folgte der Goldsaal, der beispielsweise durch den dortigen Beschluss des DFB am 28. Juli 1962 für die Gründung der Fußball-Bundesliga Geschichte schrieb.

#### 1954 bis 1988: Neue Hallen und Räume
Die erste zusätzliche Halle, die Halle 2N, wurde 1954 eröffnet. Ein Jahr später kam die Halle 2 hinzu. 1959 kamen die Hallen 3 (ab 2004: 3A), 4 und 5 hinzu. Die Ausstellungsfläche wuchs damit auf 20.000 m² in insgesamt 6 Hallen. Die Hallen 2 und 3A gehören dabei zum Kongresszentrum.

Im Jahr 1973 wurde der Bau von 13 neuen Konferenzräumen für das Kongresszentrum beschlossen. Dies wird als eigentliche Geburt des Kongresszentrums gesehen.

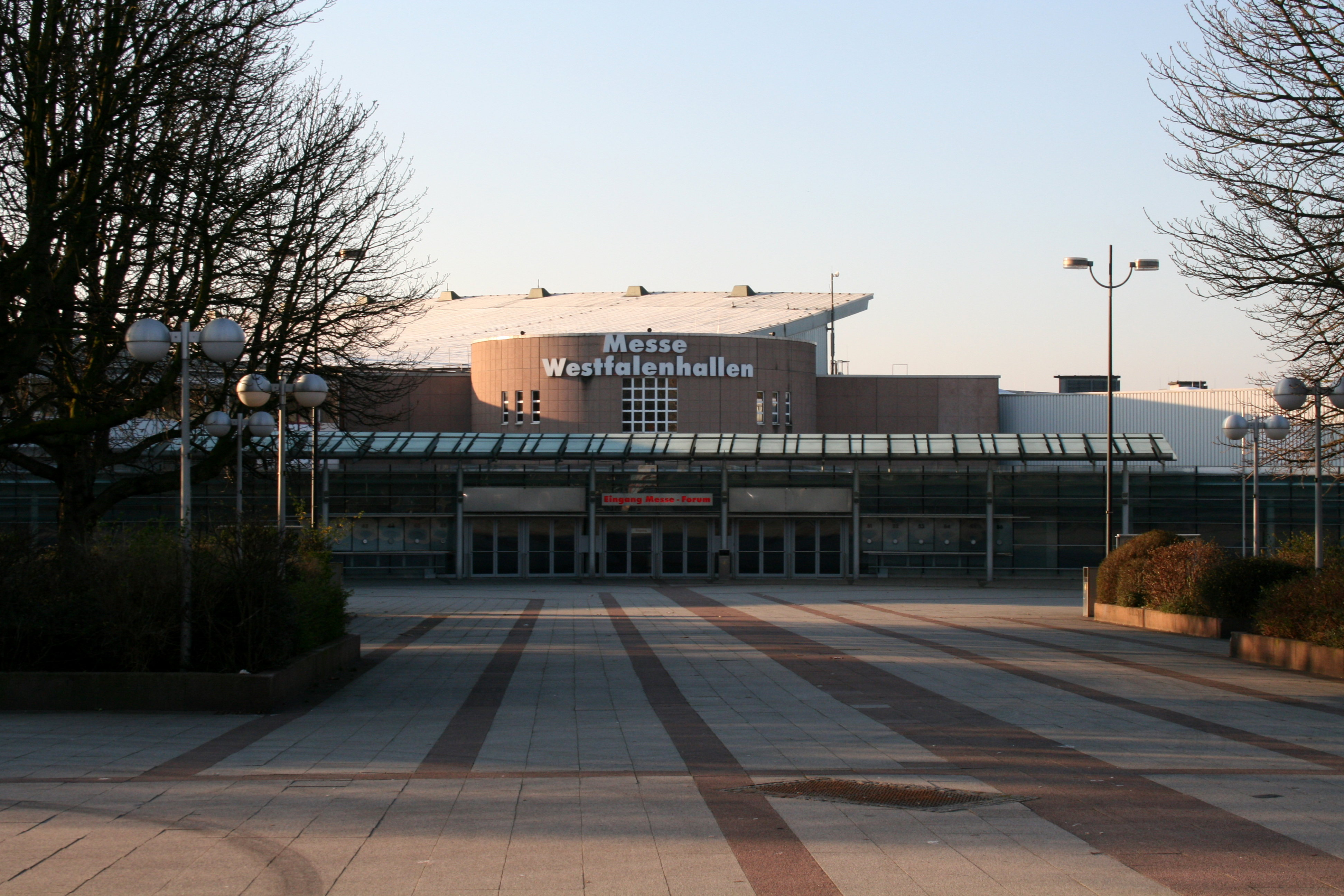
Ehemaliger Eingang Messezentrum

Die Halle 6 wurde im Jahr 1985 fertiggestellt und erweiterte das Messegelände somit nochmal um weitere 7.000 m² Ausstellungsfläche. Im selben Jahr wurde ein Messezentrum eingeweiht, welches die Hallen 4 und 5 verbindet und einen zusätzlichen Eingang anbot.

#### 1989 bis 2007: Wachstum auf die nahezu doppelte Fläche
1989 wurde das Gelände um eine achte Halle, die Halle 7 mit 6500 m², erweitert. Somit boten die Westfalenhallen eine Ausstellungsfläche von 42.000 m² an.
1996 wurde die Halle 8 eröffnet, diese erweiterte damit die Ausstellungsfläche auf 47.700 m².
Die größte Halle, die Halle 3 mit 10.600 m² Ausstellungsfläche, wurde im Jahr 2004 eröffnet. Seitdem ist die Ausstellungsfläche nicht weiter gewachsen und es wurden keine weiteren Messehallen gebaut.
Zur Fußball-Weltmeisterschaft 2006 wurde in der Halle 3 (damals 3B) ein Medienzentrum eingerichtet. Die restlichen Flächen wurden zur Übernachtungsmöglichkeit für auswärtige Besucher umgebaut und hatten eine Kapazität von knapp 4000 Betten. Außerdem wurde vier Wochen lang ein großes „Fan Fest“ veranstaltet.

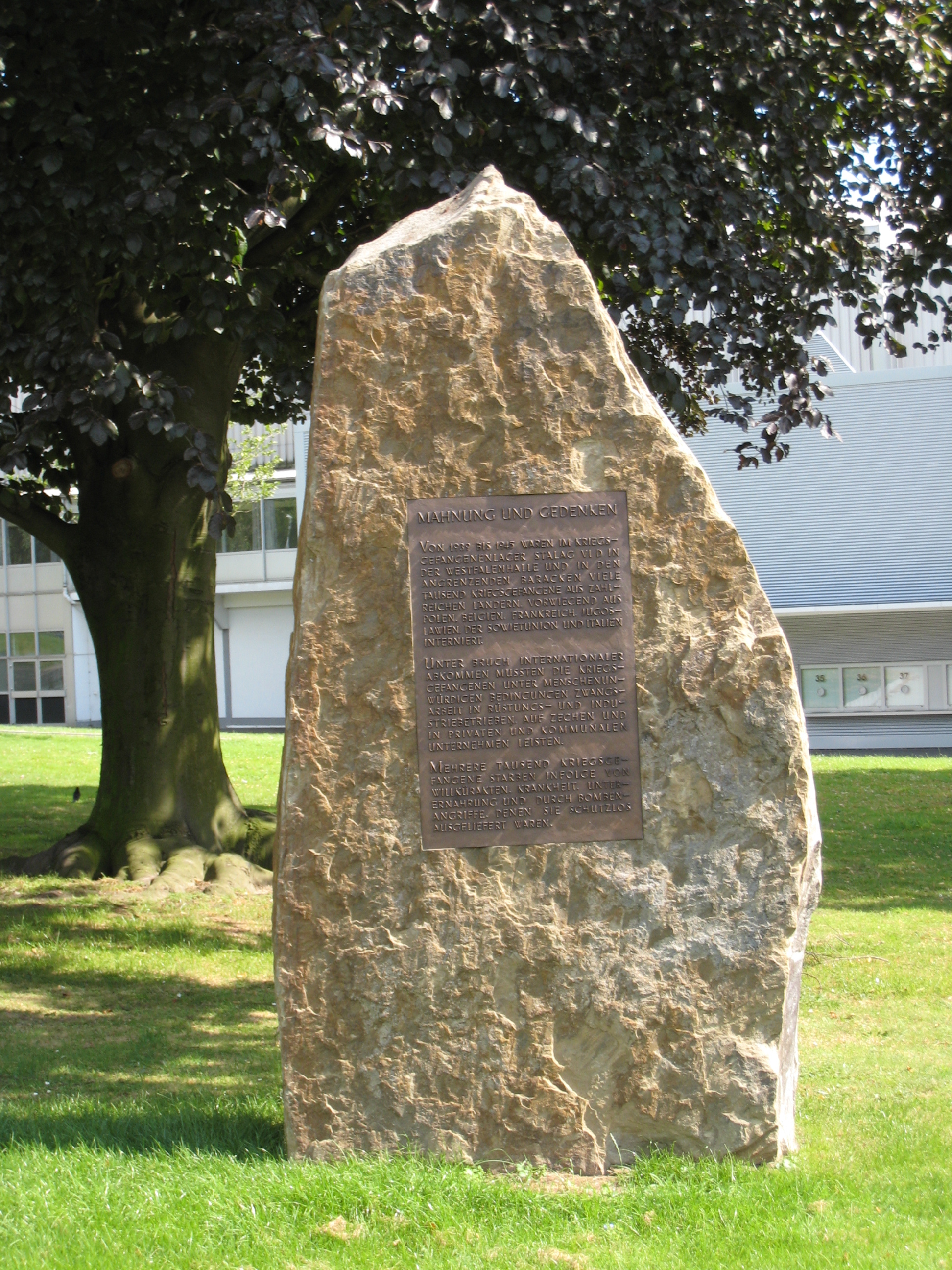
Gedenkstein an das Stammlager VI D vor der heutigen Westfalenhalle III

Am Gründonnerstag 2007 wurde ein Gedenkstein vor der Westfalenhalle 3 zur Erinnerung an das dortige Kriegsgefangenenlager eingeweiht.

#### 2015 bis 2019: Neuer Messeeingang und neue Nummerierung der Hallen
Das Kongresszentrum wurde in den Jahren 2015 und 2016 modernisiert.
Im Januar 2016 kündigte die Westfalenhalle das Projekt „Welcome2018“ an. Bei diesem Projekt handelt es sich um eine 4500 m² große Eingangshalle, die diverse Vorteile bieten soll. Es soll zum einen die Besucherführung und der Einlassbereich deutlich vereinfacht und auch barrierefrei und moderner gestaltet werden. Zuvor waren die Ticketschalter über das Gelände verteilt und je nach Veranstaltung musste ein anderer aufgesucht werden. Diese Bereiche lagen teils außerhalb der Hallen und erforderten somit ein Warten außerhalb wettergeschützter Bereiche. Zusätzlich wurden neue Gastronomiebereiche geschaffen, neue Konferenzräume, ein separater Eingang für Aussteller und ein neues Speditions- und Logistikbüro. Der Messeeingang Nord wurde Ende März 2019 eröffnet und im Mai das erste Mal benutzt.

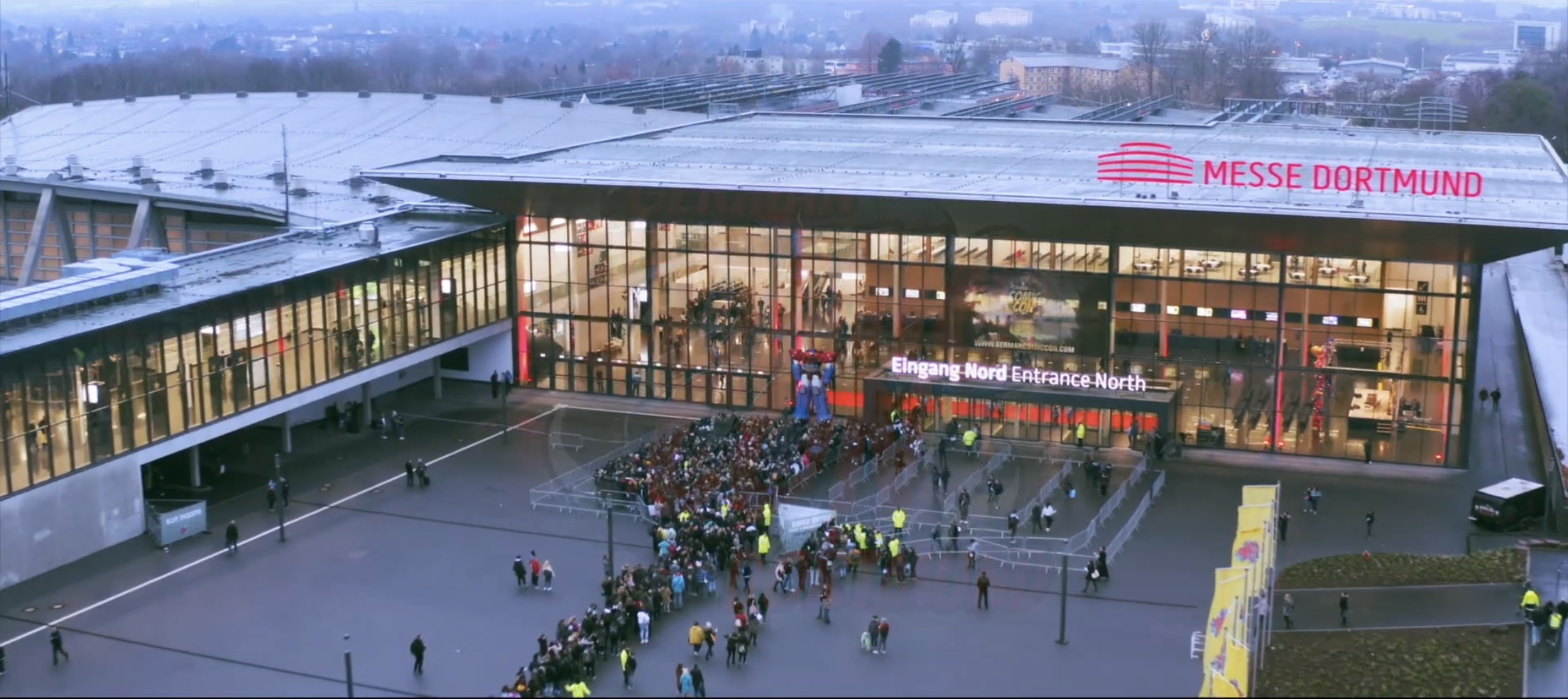
Messeeingang Nord

Mit der Eröffnung des Messeeingang Nord wurde im April 2019 die Hallennummerierung geändert. Die Namen der Hallen änderten sich wie folgt:
| Bis März 2019 | Bis März 2019 | Ab April 2019        | Ab April 2019        |
| ------------- | ------------- | -------------------- | -------------------- |
| 1             | 1             | Nur „Westfalenhalle“ | Nur „Westfalenhalle“ |
| 2             | 2U            | 1                    | 1U                   |
| 2             | 2N            | 1                    | 1B                   |
| 3A            | 3A            | 2                    | 2                    |
| 3B            | 3B            | 3                    | 3                    |
| 4             | 4             | Keine Änderung       | Keine Änderung       |
| 5             |               | Keine Änderung       | Keine Änderung       |
| 6             |               | Keine Änderung       | Keine Änderung       |
| 7             |               | Keine Änderung       | Keine Änderung       |
| 8             |               | Keine Änderung       | Keine Änderung       |

#### Planungen im Jahr 2019
Im Frühjahr 2019 erarbeitete die Stadt Dortmund mit den Westfalenhallen ein Zukunftsprojekt über die nächsten 20 bis 30 Jahre für die Westfalenhallen und das Areal um diese herum. Wären die Olympischen Sommerspiele 2032 nach Dortmund gekommen, hätte dieses Projekt binnen 15 Jahren realisiert werden sollen. Geplant war der Abriss der Hallen 4 bis 8 und der Neubau von neun Hallen und einer weiteren Eingangshalle auf derselben Fläche.
Die Finanzierung blieb ungeklärt. 2019 rechneten die Planer mit Kosten im unteren dreistelligen Millionenbereich. Diesen Betrag konnten die Stadt und die Westfalenhallen nicht aufbringen. Deshalb sollten Landes- und Bundesmittel beantragt werden.

## Hallen
Kennzeichnend für die Messe ist das kompakte Hallenensemble, das sich auf eine Grundfläche von 300 × 750 m verteilt. Jede Halle ist maximal 200 m vom Haupteingang entfernt.
Zur Messe Dortmund gehören neun klimatisierte Hallen mit zwischen 1000 und 10.600 Quadratmetern Fläche. Die neueste Halle, die Westfalenhalle 3, wurde im Herbst 2004 mit einer Fläche von 10.600 m² eröffnet. Die Messe Dortmund bietet eine Hallenfläche von rund 60.000 m². Damit liegt Dortmund auf dem deutschen Messemarkt im mittleren Größenbereich.
| Halle          | Halle          | Ausstellungsfläche | Ausstellungsfläche |
| -------------- | -------------- | ------------------ | ------------------ |
| Westfalenhalle | Westfalenhalle | 4.700 m²           | 4.700 m²           |
| 1              | 1B             | 970 m²             | 1.800 m²           |
| 1              | 1U             | 1.000 m²           | 1.800 m²           |
| 2              | 2              | 1.730 m²           | 1.730 m²           |
| 3              | 3              | 10.600 m²          | 10.600 m²          |
| 4              | 4              | 8.300 m²           | 8.300 m²           |
| 5              | 5              | 5.100 m²           | 5.100 m²           |
| 6              | 6              | 7.200 m²           | 7.200 m²           |
| 7              | 7              | 6.000 m²           | 6.000 m²           |
| 8              | 8              | 5.500 m²           | 5.500 m²           |

### Kongresszentrum
Das Kongresszentrum Dortmund umfasst rund 30 Säle und Hallen, in denen Kongresse und Tagungen für  bis zu 10.000 Teilnehmer durchgeführt werden können.

## Unternehmensstruktur

### Westfalenhallen Unternehmensgruppe GmbH
Alleinige Gesellschafterin der Westfalenhallen Unternehmensgruppe GmbH ist die Stadt Dortmund. Der Jahresumsatz der Gesellschaft liegt bei 40 bis 50 Millionen Euro.
Der Gesellschaft gehören die „Westfalenhalle GmbH“, die „Messe Dortmund GmbH“ und die „Kongress Dortmund GmbH“.

#### Geschäftsführer
Bisherige Geschäftsführer der Westfalenhallen seit 1952:
- 1952–1953: Wilhelm Wortelmann, Sportjournalist
- 1953–1971: Helmut Körnig, ehemaliger Sportler
- 1971–1985: Hermann Heinemann, Politiker
  - ab 1972: Jürgen Klocke (* 1938), Hotelkaufmann, Geschäftsführer der Westfalenhalle GmbH[22]
- 1985–Juli 2011: Ludwig Jörder, Rechtsanwalt und Notar
- seit August 2011: Sabine Loos

### Westfalenhalle GmbH

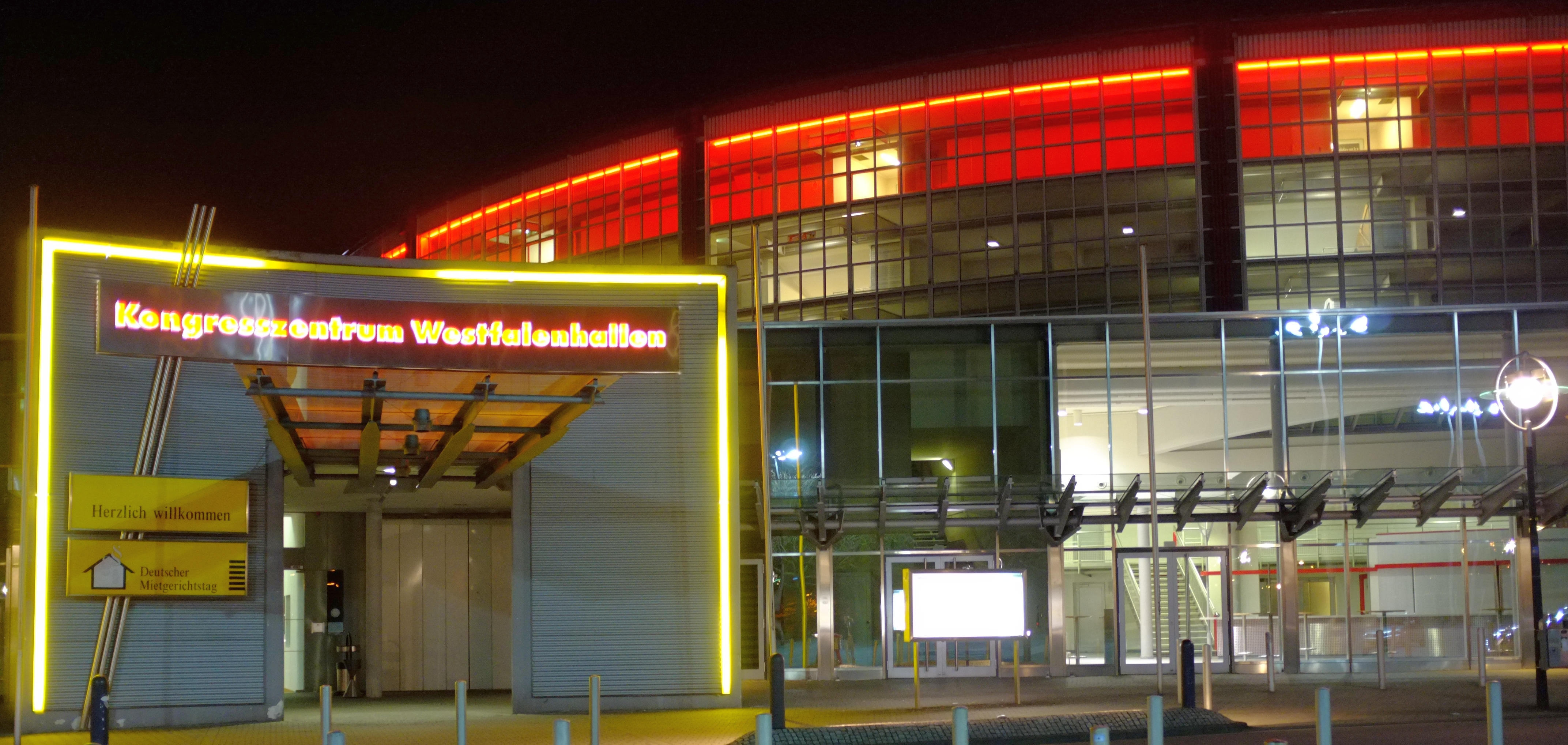
Halle bei Nacht

Zur Westfalenhalle GmbH zählen die Westfalenhalle und die Hallen 1 bis 2. Flaggschiff des Unternehmensverbundes ist die Westfalenhalle mit einem Fassungsvermögen von 15.400 Menschen.

### Messe Dortmund GmbH
Die Messe Dortmund GmbH betreibt die Hallen 3 bis 8 und veranstaltet u. a. europa- oder  weltweit führende Messen, wie die Jagd & Hund, die Creativa, die Intermodellbau oder die InterTabac.

### Kongress Dortmund GmbH
Die Kongress Dortmund GmbH betreibt neben einem Hotel sowie dem Kongresszentrum Westfalenhallen auch Restaurants an den Westfalenhallen und anderen Orten in Dortmund.

## Messen und Veranstaltungen

### Regelmäßige Veranstaltungen
- ADAC Super-Cross

- Night of the Proms
- Mayday
- Syndicate Festival
- Holiday on Ice

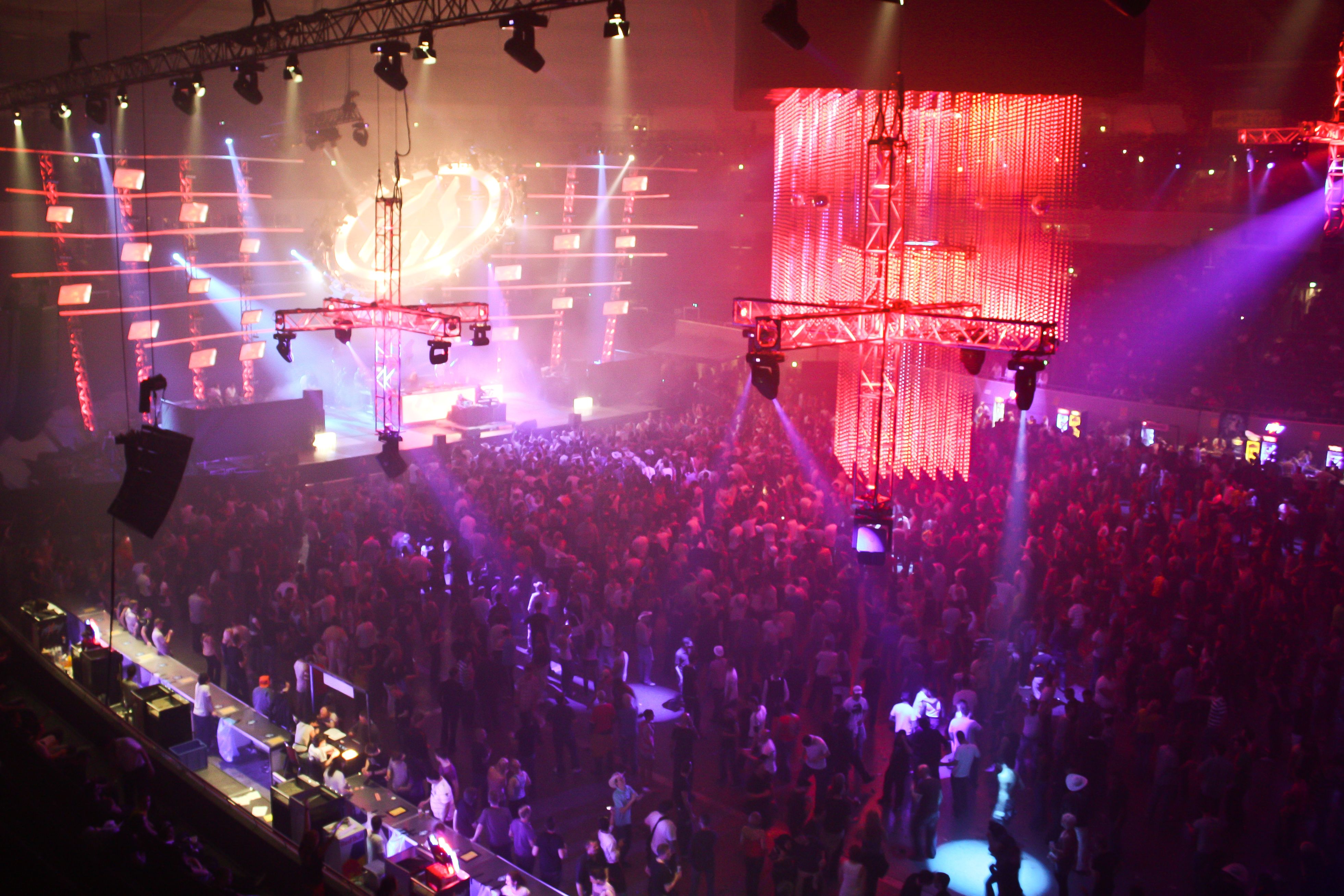
Mayday 2009

- Internationales Reit- und Springturnier Signal Iduna Cup

### Regelmäßige Messen
Mehr als 8000 Aussteller nehmen jedes Jahr an rund 35 Messen teil.

#### Publikumsmessen
- Jagd & Hund
- Motorräder[Anm. 1]
- Creativa
- Hund & Heimtier[Anm. 1]
- Intermodellbau
- Dortmunder Herbst
- FAIR TRADE & FRIENDS
- Hund & Pferd[Anm. 1]

#### Fachmessen
- INTERLOOK
- Best of Events International (*)
- CONTOURS
- easyFairs Schüttgut + weitere easy Fairs-Messen[Anm. 1]
- elektrotechnik
- InterTabac / InterSupply
- DKM – Internationale Fachmesse für die Finanz- und Versicherungswirtschaft[Anm. 1]
- DIE INITIALE

1. 1 2 3 4 5  wird nicht von der Westfalenhallen Dortmund GmbH organisiert

## Weltmeisterschaften
- 1952: Weltmeisterschaften im Rollkunstlauf
- 1955: Spiele der Eishockey-Weltmeisterschaft
- 1959: 25. Tischtennisweltmeisterschaft
- 1961: Spiele der Handball-Weltmeisterschaft Männer
- 1964: Eiskunstlaufweltmeisterschaften
- 1965: Finalspiele der Handball-Weltmeisterschaft Frauen
- 1966: Weltmeisterschaften im Turnen
- 1980: Eiskunstlauf-Weltmeisterschaften
- 1982: Spiele der Handball-Weltmeisterschaft Männer
- 1983: Spiele der Eishockey-Weltmeisterschaft
- 1983: Weltmeisterschaft der Professionals in den lateinamerikanischen Tänzen
- 1984: 4. Skatweltmeisterschaft
- 1985: Weltmeisterschaft der Professionals in den Standardtänzen
- 1988: Weltmeisterschaft der Professionals in den lateinamerikanischen Tänzen
- 1989: 40. Tischtennisweltmeisterschaft
- 1990: Weltmeisterschaft der Professionals über zehn Tänze
- 1992: Weltmeisterschaft der Professionals über zehn Tänze
- 1993: Spiele der Eishockey-Weltmeisterschaft
- 1994: Weltmeisterschaft der Professionals in den lateinamerikanischen Tänzen (Kür)
- 1994: Box-Weltmeisterschaft im Halbschwergewicht: Henry Maske/Deutschland – Ernesto Magdaleno/USA und Henry Maske/Deutschland – Andrea Magi/Italien
- 1994: Mannschaftsweltmeisterschaften im Turnen
- 1995: Boxweltmeisterschaft im Halbschwergewicht: Henry Maske/Deutschland – Graciano Rocchigiani/Deutschland
- 1996: Boxweltmeisterschaft im Halbschwergewicht: Henry Maske/Deutschland – Duran Williams/USA
- 1996: Weltmeisterschaft der Professionals über zehn Tänze
- 1998: Tanz-Weltmeisterschaft Allround der Professionals
- 1999: Skateboard-Weltmeisterschaft
- 2000: Weltmeisterschaft der Professionals in den lateinamerikanischen Tänzen
- 2000: Skateboard-Weltmeisterschaft
- 2002: 21. Skateboard-Weltmeisterschaft
- 2003: 22. Skateboard-Weltmeisterschaft
- 2004: 23. Skateboard-Weltmeisterschaft
- 2004: Eiskunstlaufweltmeisterschaften
- 2005: 14. ITF – Taekwon-Do Weltmeisterschaft
- 2006: 11. FIRA RoboWorld Cup
- 2007: Spiele der Handball-Weltmeisterschaft
- 2012: Tischtennisweltmeisterschaft 2012

## Europameisterschaften
- 1955: Halbschwergewichtsboxen um die Europameisterschaft: Gerhard Hecht besiegt Willi Hoepner durch K. o.
- 1956: Europameisterschaft der Rad-Steher
- 1966: Europäische Hallenspiele 1966
- 2011: Ringer-Europameisterschaften 2011
- 2018: European Darts Championship 2018 (ugs. Darts-EM)
- 2022: European Darts Championship 2022
- 2023: European Darts Championship 2023
- 2024: European Darts Championship 2024